# Hémistiche
Un hémistiche est la moitié d'un vers à césure. On parle alors du premier hémistiche et du deuxième hémistiche d'un vers. La position médiane d'un vers est dite à l'hémistiche : ainsi, une coupe à l'hémistiche signifie que la coupe se trouve au milieu du vers.

## Hémistiche en métrique française
En métrique française, l'hémistiche apparaît dans les vers de plus de huit syllabes. L'octosyllabe ne nécessite donc pas de césure.
Dans le cas de l'alexandrin, l'hémistiche est un sous-vers de six syllabes, soit la moitié du vers entier, qui en comporte douze. 
- Nous partîmes cinq cents, | et par un prompt renfort (Pierre Corneille, Le Cid)

À l'oral, la césure ne doit être marquée à l'hémistiche que si le sens l'exige.
- Qui n'a pu l'obtenir | ne le méritait pas (Corneille, Le Cid)

Quand les deux hémistiches riment, on parle de vers léonin.
- Jusqu'au dernier soupir, | je veux bien le redire (Corneille, Le Cid)

## Hémistiche et césure
Voltaire distingue l'hémistiche de la césure : l'hémistiche est toujours à la moitié du vers (alexandrin) ; la césure qui rompt le vers est partout où elle coupe la phrase.
- Hélas ! | quel est le prix des vertus ? | La souffrance

Presque chaque mot est une césure dans ce vers :
- Tiens, | le voilà. | Marchons. | Il est à nous. | Viens. | Frappe. |

Le décasyllabe comporte traditionnellement une césure après la quatrième syllabe :
Femme je suis | pauvrette et ancienne,
Qui rien ne sais ; | oncques lettre ne lus.
Au moutier vois | dont suis paroissienne
Paradis peint, | où sont harpes et luths,
(Villon, Ballade pour prier Notre-Dame)
Mais on trouve aussi, à partir du XIXe siècle, une césure à l'hémistiche :
La faim fait rêver | les grands loups moroses ;
La rivière court, | le nuage fuit ;
Derrière la vitre | où la lampe luit,
Les petits enfants | ont des têtes roses.
(Hugo, Choses du soir)

## Exceptions notables
Dans Ruy Blas de Victor Hugo, dans l'acte I scène 1, il y a un non-respect de la césure à l'hémistiche :
- Au milieu des éclats de rire de la foule !

Dans Éléments de métrique française, Jean Mazaleyrat constate que, par une extension d'emploi commode et légitime, le mot « hémistiche » peut aussi désigner deux parties de vers inégales (par exemple 4 syllabes // 6 syllabes). Le terme est réservé aux mesures de rythme binaire.